# Albrecht II Tłusty
Albrecht II Tłusty, niem. Albrecht der Feiste (ur. ok. 1268 r., zm. 22 września 1318 r.) – książę Brunszwiku od 1279 r. z dynastii Welfów.

## Życiorys
Albrecht II był jednym z synów księcia Brunszwiku Albrechta I Wielkiego i Alessiny, córki margrabiego Montferratu Bonifacego II. Wraz z dwoma innymi braćmi, którzy przeżyli ojca, Henrykiem i Wilhelmem (kolejny, Luther został poświęcony karierze duchownej i później został wielkim mistrzem zakonu krzyżackiego) został następcą ojca po jego śmierci w 1279 r. Ponieważ jednak wszyscy bracia byli niepełnoletni, początkowo opiekuńcze rządy sprawowała matka wraz ze stryjem Konradem, biskupem Verden, szybko jednak przejął opiekę nad braćmi najstarszy z nich, Henryk.
W 1286 r. doszło do podziału księstwa brunszwickiego między trzech braci tak, że każdy z nich objął samodzielne rządy w jednej z jego części. Albrechtowi przypadła południowa (tzw. "górna" część księstwa) z Getyngą, która stała się siedzibą młodego księcia. Zgodnie z układem z 1286 r. bracia niektóre decyzje mieli podejmować wspólnie, jednak między Albrechtem i starszym bratem Henrykiem często dochodziło do sporów i kłótni, a nawet wojen (Albrecht i Wilhelm dwukrotnie zbrojnie walczyli z Henrykiem, w 1288 r. i 1291 r.).
Gdy w 1292 r. zmarł nie pozostawiający synów Wilhelm, powstał spór między Henrykiem i Albrechtem o jego dziedzictwo, w szczególności o główne miasto księstwa, Brunszwik. Doszło do walk w samym mieście, działały dwie konkurencyjne rady miejskie. Początkowo przewagę w sporze osiągnął Henryk, ale Albrecht zdołał dostać się do miasta i pokonać zwolenników Henryka, a jego samego wyprzeć z Brunszwiku. Ostatecznie bracia zdołali porozumieć się co do dziedzictwa po Wilhelmie, przy czym to Albrecht objął władzę w samym Brunszwiku, do którego się przeniósł. Konflikty z władcami Hesji oraz Lüneburga, jakie wkrótce się pojawiły, zdołał załagodzić. 
Był uważany za dobrotliwego, pobożnego i hojnego władcę. Był m.in. fundatorem konwentów paulinów w Getyndze i Brunszwiku, udzielał licznych przywilejów miastom (m.in. Getyndzie, Brunszwikowi, Helmstedt), zwalczał skutecznie raubritterów. Jego żoną była poślubiona w 1284 r. Ryksa, córka Henryka, księcia Werle; ze związku tego pochodziło kilkanaścioro dzieci. Wśród nich byli m.in.:
- Otto Łagodny (zm. 1344), książę Brunszwiku (następca Albrechta),
- Albrecht (zm. 1358), biskup Halberstadt,
- Henryk (zm. 1362), biskup Hildesheim,
- Magnus I Pobożny (zm. 1369), książę Brunszwiku (po śmierci Ottona Łagodnego),
- Ernest (zm. 1367), książę Getyngi (po śmierci Ottona Łagodnego).